# The Pirates Who Don't Do Anything

The Pirates Who Don't Do Anything est un single pop punk réalisé par le groupe Relient K, sorti en 2002. Ce morceau est à l'origine une création d’un groupe de la série VeggieTales.

## Morceaux
1. The Pirates Who Don't Do Anything (2:38)
2. Breakdown (Performed by Larry the Cucumber and Osscar) (2:19)

## Crédits
- Matt Thiessen
- Matt Hoopes
- Brian Pittman
- Dave Douglas